# LT United
LT United fue un grupo musical lituano, creado específicamente para representar a Lituania en el Festival de Eurovisión 2006 con «We are the Winners», una canción de carácter satírico. La banda terminó el certamen en sexta posición, lo que supone la mejor clasificación histórica del país báltico hasta ese momento.

## Historia
Antes de confirmarse la participación de LT United, Lituania había tenido un mal desempeño en el Festival de Eurovisión desde su debut en la edición de 1994 y no había logrado clasificarse para la final desde la instauración del sistema en 2004.
La idea de crear el grupo fue de Andrius Mamontovas, líder de la histórica banda Foje, quien convenció a varios famosos lituanos para formar un grupo satírico que representara a Lituania en el certamen. A la iniciativa se sumaron el teclista de Foje, Arnoldas Lukošius; el guitarrista y humorista Saulius Urbonavičius; el guitarrista Viktoras Diawara; el violinista Eimantas Belickas, y el actor Marijonas Mikutavičius. De todos ellos, Diawara era el único que tenía experiencia en el festival como miembro de SKAMP, la banda que había representado al país báltico en Eurovisión 2001.
La canción presentada, «We are the Winners», fue escrita en inglés y francés por Mamontovas y Diawara. El estribillo repite en tono burlón la frase «We are the Winners of Eurovision» («Somos los ganadores de Eurovisión»), de forma similar a un cántico de fútbol, mientras los miembros del grupo invitan al público a votarles. El carácter transgresor de la propuesta también se plasmó en la actuación: Urbonavičius llegó a gritar el estribillo con un megáfono, y Lukošius hizo un baile descoordinado mientras sonaba un solo que Belickas simulaba tocar con el violín.
LT United ganó la preselección nacional con más de 32000 votos, convirtiéndose en representante de Lituania en el Festival de Eurovisión 2006, y fue un fenómeno social en su país de origen. El grupo pasó sin apuros a la final del 20 de mayo; a pesar de que su actuación fue abucheada por parte del público, pues consideraban que denigraba el festival, «We are the Winners» quedó en sexta posición del televoto con 171 puntos, la mejor clasificación lituana hasta entonces. Después del festival el grupo confirmó su separación y todos retomaron sus proyectos en solitario.